# Mercedes Cavalcanti
Maria Mercedes Ribeiro Pessoa Cavalcanti, também conhecida como Pepita, (João Pessoa, 17 de julho de 1954), é escritora, romancista e artista plástica brasileira, imortal da Academia Paraibana de Letras.

## Biografia
Maria Mercedes Ribeiro Pessoa Cavalcanti, que assina Mercedes Cavalcanti em seus livros de romance, conto e poesia, coloca a rubrica de Pepita em suas pinturas e desenhos.. Sobre seus nomes, avalia: “olhando para trás ou para frente me vejo cindida: Mercedes escritora, Pepita pintora... Sempre que escrevo ou pinto, imagino um destinatário que comporá as bases da tríade: autor/obra/receptor - os três vértices essenciais para a perenidade da criação. Ao dar à luz uma obra artística, tenho a esperança de que alguém se debruçará sobre ela, preenchendo-lhe os vazios. Como quem rega uma planta, ou amamenta uma vida recém-nascida... A recém-nascida que fui um dia...”.
A escritora é filha do brasileiro pessoense Antônio Ribeiro Pessoa, bacharel em direito, primeiro prefeito da cidade de Cabedelo, e da espanhola, da Galícia, Mercedes Troncoso Novelle. Ao casar-se com o economista e professor da UFPB Guilherme de Albuquerque Cavalcanti, tiveram três filhos: Rafael, Eduardo e Henrique.
Mercedes Cavalcanti possui dupla nacionalidade: brasileira e espanhola. Morou vários anos no Rio de Janeiro e em Grenoble (França) e tem um vínculo profundo com Viña del Mar (Chile). Foi a cidade de João Pessoa (Paraíba) que a viu nascer, no dia 17 de julho de 1954, e onde viveu a maior parte de sua vida, residindo, atualmente, na praia do Cabo Branco.
Na infância, enquanto sua mãe viajava com o marido enfermo em busca de tratamentos fora do Estado, Mercedes viajava entre desenhos, versos e histórias curtas. Sua vertente literária se adensou, ainda adolescente: “Aos catorze anos, amanheci sem pai. Então, comecei a escrever como quem constrói um portal para a fuga de mim mesma. Refugiei-me num vertiginoso universo onírico, misturando meus personagens com os de Sonho de Uma Noite de Verão, de Shakespeare e La Vida es Sueño, de Calderón de la Barca”.
Formada em Letras (Língua Portuguesa e Inglesa) na UFPB (1978), a autora é também bacharel em Direito no UNIPÊ (1998), ambas graduações realizadas em João Pessoa. Depois fez Pós-Graduação em Literatura Brasileira na PUC-RJ (1982), onde igualmente estudou teatro no curso de Extensão da PUC_RJ. Obteve o DEA francês - Diplôme d'Études Approfondies, na Université de Grenoble III, em Grenoble (1985). Paralelamente, seguiu o Cours de Nus Vivants na Ecole des Beaux Arts de Grenoble. Por último, defendeu a Tese de Doutorado “Ficcionalización del mito del eterno retorno: Los recuerdos del porvenir de Elena Garro”, na Facultad de Filosofía y Letras da UAM - Universidade Autónoma de Madrid (2017), recebendo a avaliação Cum Laude.
Após um período a veicular narrativas breves, crônicas e ensaios em periódicos de sua cidade, a exemplo do “Correio das Artes” (suplemento literário do jornal A União), jornal O Norte (extinto), e Revista Usina; e participar da obra Presença do Conto Paraibano em 1981; publicou, em 1994, o seu primeiro livro individual de contos, intitulado O Ouro dos Dragões, com capa de sua autoria. [9] Costuma, aliás, criar as suas capas e também a de outros escritores, a par de desenhos internos e iluminuras. Enquanto editava suas obras de romances, contos e poesia, realizava, paralelamente, exposições de seus óleos sobre tela em João Pessoa, Recife, Rio de Janeiro e Grenoble.
Concomitantemente à sua atividade literária e artística, Mercedes Cavalcanti transita pela docência. Já ministrou aulas de Inglês, Português, Literatura e Arte na universidade Unipê, na Funac, na rede estadual, no colégio João XXIII e em escolas de idiomas. Hoje é professora do Departamento de Línguas Estrangeiras, do curso de Letras da UFPB, onde leciona disciplinas de Literatura, entre outras.
“Crio desenhos e pinturas com um imaginário brincante, um jogo de formas, tintas e cores. Daí me sinto Pepita – que é como sou chamada em família. Já na literatura, percebo um viés mais denso, em virtude do meu detalhismo na questão da linguagem e estrutura do texto. Escrever é um ritual sagrado que me suga e me sangra. Por isso, assino os meus textos com o meu nome formal, Mercedes.”— 
Quando foi eleita para a cadeira nº 8 da Academia Paraibana de Letras, que havia sido ocupada por seu amigo, o escritor Ascendino Leite, Mercedes Cavalcanti escolheu a data da sua posse para 13 de maio (2011). Prestava, assim, uma homenagem às mulheres, por ser um mês tradicionalmente associado a elas e também por ser o dia de Nossa Senhora de Fátima. Nesse viés, metaforizou: 

“vejo-me cercada de espelhos e observo minha imagem a se multiplicar infinitamente. E, por trás de cada humilde Eu, encontro o reflexo de outras mulheres e outras lutas nas quais me espelho.”

## Livros Publicados
- O Ouro dos Dragões. Contos. João Pessoa, Editora Ideia, 1994.
- O Vinho de Caná. Romance. Ideia, 2000.
- A Volúpia dos Anjos. Romance. Ideia, 2005.[10]
- El Manuscrito de Hannah. Romance. Ideia, 2007.
- O Chamado dos Deuses. Romance. João Pessoa: Editora Universitária UFPB, 2007.
- A Volúpia dos Anjos. Romance. 2ª. Edição. São Paulo: Editora A Girafa, 2007.
- Corazón Paraibano. Biografia. Ideia, 2008.
- Cores da Paixão. Poemas. Ideia, 2011.
- Nua. Contos, Ideia, 2013.
- Feitiço da Palavra. Contos. Ideia, 2015.[5]

## Dissertação de tese
- Ficcionalización del mito del eterno retorno: Los recuerdos del porvenir de Elena Garro. Tese Doutoral. Madrid, UAM, 2017. Disponível em https://repositorio.uam.es/bitstream/handle/10486/678659/ribeiro_pessoa_cavalcanti_maria_mercedes.pdf?sequence=1&isAllowed=y.[11]

## Entidades literárias
Pertence às seguintes entidades literárias:
- Academia Paraibana de Letras - Cadeira 8
- Academia de Letras e Artes do Nordeste - Núcleo Paraíba. - Cadeira 16
- União Brasileira dos Escritores - Seção Paraíba.